# Akebono Tarō
Akebono Tarō (曙 太郎?) (nacido Chad George Haaheo Rowan; Oahu, Hawái, 8 de mayo de 1969-Tokio, 11 de abril de 2024) fue un luchador de sumo, artes marciales mixtas y lucha libre profesional japonés de origen estadounidense. Tarō era famoso por su carrera en el sumo, donde consiguió el grado yokozuna en 1993, convirtiéndose en el primer extranjero en lograrlo. Siendo luchador de sumo obtuvo la nacionalidad japonesa.
En 2001, Tarō se retiró del sumo para centrarse en las artes marciales mixtas, donde permaneció tres años. En 2005 Akebono se fue a la lucha libre profesional donde compitió exitosamente hasta 2017 cuando problemas de salud lo obligaron a retirarse del todo.

## Biografía
Chad Haakeo Rowan nació el 8 de mayo de 1969, hijo de Randolph y Janice Rowan, es el mayor de tres hermanos; uno de ellos llamado Ola también se convirtió en luchador de sumo por un breve periodo después de él.
Estudió en la secundaria en una escuela pública llamada Henry J. Kaiser High School de Hawái, donde jugó al baloncesto. Y obtuvo una beca para
jugar en la Universidad del Pacífico de Hawái, pero nunca jugó ningún partido.

## Carrera en el sumo
Rowan siempre tuvo la intención de estudiar turismo y hotelería, pero nunca ejerció esta carrera porque había empezado a ver peleas de sumo por televisión, las cuales le llamaron la atención, y decidió convertirse en rikishi (luchador de sumo). 
Un día, un amigo de la familia le presentó a Azumazeki oyakata (ex sekiwake Takamiyama II), quien también era originario de Hawái.
Azumazeki oyakata superó sus temores de que Rowan era demasiado alto y sus piernas demasiado largas para el sumo; al final aceptó y lo incorporó a la Azumazeki beya.
Rowan viajó a Japón a inicios de 1988, y tomó el shikona de Akebono (曙 Akebono?, Amanecer). E hizo su debut en marzo de 1988, bajo el shikona de Taikai (大海 en japonés), que luego sería cambiado a Akebono en el torneo siguiente y con el cual se quedaría hasta el final de su carrera en el sumo.
Durante su estancia en el sumo se adjudicó 11 yusho y se convirtió en el 64to yokozuna de la historia; fue el primer extranjero en lograr el máximo rango de este deporte.

## Carrera en el kickboxing
En noviembre de 2003, Akebono dejaría la Japan Sumo Association para unirse a la empresa de kickboxing K-1. Esta decisión fue influenciada por problemas económicos venidos del fracaso del restaurante abierto por Tarō, así como de la disolución de su koenkai, de la que provenía una gran fuente de ingresos. Por ello, Akebono firmó un contrato con K-1 para aclarar sus deudas.

### K-1 (2003-2006)
Durante su corta carrera en kickboxing y artes marciales mixtas, ambas realizadas en K-1, Akebono no logró más que una victoria entre 12 derrotas. Esto le conllevó entre la prensa el malicioso apodo de "Makebono" (ya que "Makeru" significa "derrota" en japonés). Este récord era debido a la mayor velocidad y fiereza de los demás luchadores de K-1, quienes veían en el lento y pesado yokozuna una presa fácil. Rowan pasó por unos momentos difíciles de su carrera; su esposa llegó a decir en una entrevista que el yokozuna se volvía depresivo e irritable si no estaba luchando o entrenando. Por ello, Akebono dejaría K-1 a fin de iniciarse en la lucha libre profesional.

## Carrera en la lucha libre profesional
Akebono, a pesar de su fracaso en las artes marciales mixtas, consiguió en la lucha libre profesional un nuevo impulso para su carrera, ya que fue visto por muchos como un luchador notablemente prometedor. Por ello, además de algunas apariciones esporádicas en la World Wrestling Entertainment, Akebono inició su carrera en la lucha libre en All Japan Pro Wrestling.

### World Wrestling Entertainment (2005)
El 31 de marzo de 2005, Akebono tuvo una aparición en la World Wrestling Entertainment en su marca SmackDown! para responder al desafío de Big Show de un combate de sumo (predeterminado) en WrestleMania 21. Esa noche, tras aceptar el desafío de Show, Akebono tendría su primer combate de lucha libre profesional, derrotando con contundencia al jobber Eddie Vegas. Finalmente, en WrestleMania, Akebono derrotó a Big Show al arrojarle del ring.
Meses más tarde, el 1 de julio, Akebono apareció en un house show de la WWE en Japón para ayudar a Big Show en un combate contra Carlito Caribbean Cool, ya que el guardaespaldas de Carlito, Matt Morgan, había intervenido con anterioridad en la lucha. Al día siguiente, Akebono & Big Show derrotaron a Carlito & Morgan en un combate por equipos.

### All Japan Pro Wrestling (2005)
El 4 de agosto de 2005, Akebono tuvo su debut oficial en Japón, apareciendo en el evento WRESTLE-1 para enfrentarse a The Great Muta en el primer combate del WRESTLE-1 Grand Prix Tournament, siendo derrotado.
El mismo mes, Akebono anunció que había sido contratado por All Japan Pro Wrestling, y se convirtió en el aprendiz del veterano Keiji Muto (que no era sino la verdadera identidad de Muta). Akebono tomó el rol del enforcer de su maestro, y con ambos formando un tag team llamado "Muto Room", se enfrentaron al stable heel Voodoo Murders, el cual se encontraba en una encarnizada enemistad con Keiji. El 19 de noviembre, Akebono tuvo su primer combate individual en la empresa, derrotando al miembro de Voodoo Murders Giant Bernard, quien era considerado otro gigante de la promoción. Además, la misma noche, cuando The Great Muta tuvo que enfrentarse al impostor The Great Ruta y fue atacado por VM, Akebono irrumpió bajo el personaje de The Great Bono (グレート・ムタ Gurēto Bono?) y ayudó a su maestro a ganar. Poco después, Akebono y Muto compitieron en la Real World Tag League 2005. El dúo consiguió llegar a la final, pero fue derrotado por Team 3D (Bubba Ray & D-Von) en ella y no pudo ganar.
Al acabar de 2005, Akebono había sido galardonado con los premios de Tokyo Sports al principiante del año y al equipo del año con Muto, por lo que este declaró que Akebono se había graduado con éxito de sus enseñanzas, y por ello fue liberado de su contrato para trasladarse a otras empresas y ganar experiencia.

### New Japan Pro Wrestling (2006-2007)

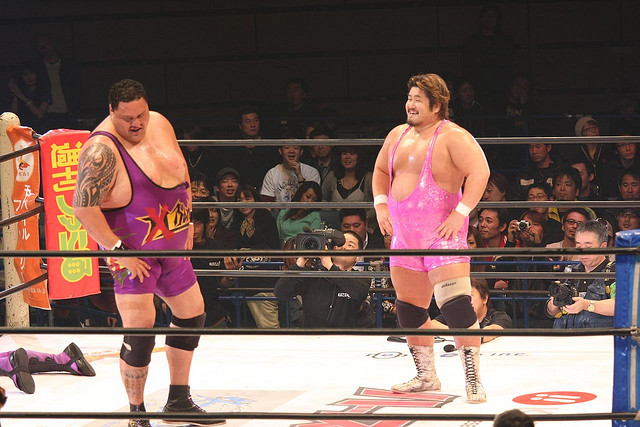
Akebono junto a Yutaka Yoshie, uno de sus aliados más comunes.

El 4 de enero de 2006, Akebono apareció en New Japan Pro Wrestling al lado de Yutaka Yoshie en un combate contra Black Strong Machine & Hiro Saito, con Yoshie y él saliendo vencedores. El mismo mes, Akebono compitió para Pro Wrestling NOAH, haciendo equipo con su viejo amigo Takeshi Rikio para derrotar a Junji Izumida & Kenta Kobashi. Tras la lucha, Akebono declaró que había sido contratado por New Japan y fue felicitado por Rikio, prometiendo los dos volver a formar tag team en el futuro. Desgraciadamente, esto no podría cumplirse jamás, ya que Rikio tuvo que retirarse por lesiones en 2010 antes de reencontrarse con Akebono en el cuadrilátero.
En febrero, Akebono debutó en New Japan como un aliado de Riki Choshu, derrotando a Hiroyoshie Tenzan & Masahiro Chono en su primer combate juntos. Akebono ganó fama y el 19 de marzo se enfrentó a Brock Lesnar por el IWGP Heavyweight Championship, pero fue derrotado cuando Lesnar consiguió el pinfall tras golpearlo con el título. Meses más tarde, después de que el campeonato hubiese quedado vacante, Akebono participó en un torneo por él, derrotando a Hiroyoshi Tenzan en la primera ronda, pero siendo eliminado por Giant Bernard con un roll-up en la segunda. En octubre, Akebono & Choshu participaron en la G1 Tag League 2006 y batieron a equipos como Tomohiro Ishii & Toru Yano, Jado & Gedo y Shiro Koshinaka & Togi Makabe, pero fueron derrotados por Takashi Iizuka & Yuji Nagata en la última ronda. En agosto, Akebono participó en solitario en el torneo G1 Climax 2007 derrotando a luchadores como Togi Makabe y Hiroysohi Tenzan, aunque sin lograr la victoria. Dos meses después, Akebono & Masahiro Chono compitieron en la G1 Tag League 2007, venciendo a Hirooki Goto & Milano Collection A.T., Naofumi Yamamoto & Takashi Iizuka y Manabu Nakanishi & Yuji Nagata, pero fueron eliminados en la final por Giant Bernard & Travis Tomko.
Durante su estancia en New Japan, Akebono empezó a mostrar su lado más cómico, imitando y parodiando a otros luchadores. El 13 de septiembre de 2006, Akebono se presentó con una máscara de tigre y con el nombre de Bono Tiger para hacer equipo Tiger Mask, y el 4 de marzo de 2007 hizo una breve aparición en Michinoku Pro Wrestling como The Great Bonosuke, luchando al lado de The Great Sasuke con su mismo atuendo. El 17 de febrero de 2007, apareció en All Japan Pro Wrestling para hacer equipo con Toru Owashi contra Johnny Dunn & SUMO RIKISHI en una extravagante lucha de sumos, donde su equipo resultó vencedor.

### HUSTLE (2007-2009)

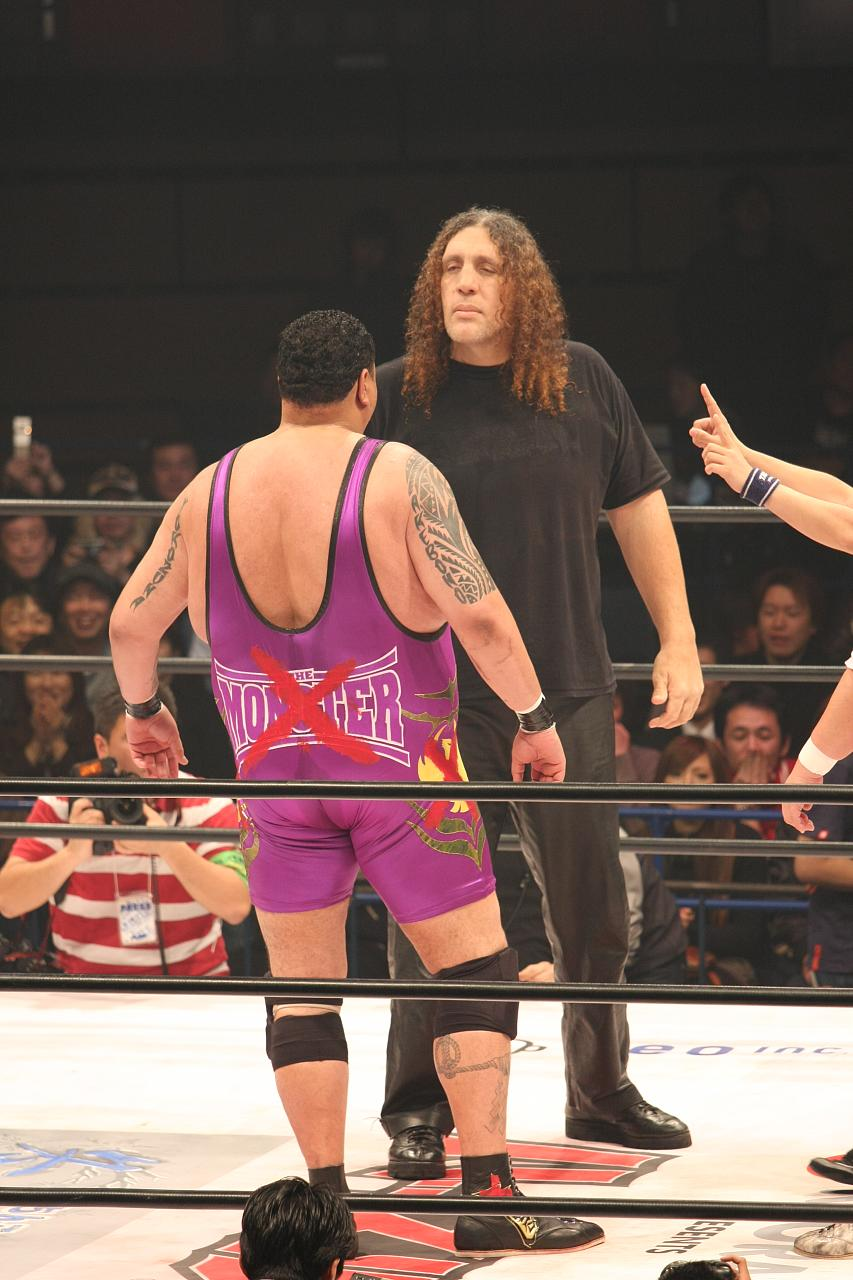
Akebono encarando a Giant Silva en un evento de HUSTLE.

Akebono hizo su debut en HUSTLE en 2007, siendo el (kayfabe) hijo de Yinling y The Great Muta. Bajo el nombre Monster Bono, Akebono fue introducido naciendo irrealísticamente de un huevo gigante -una parodia del gimmick de Gobbledy Gooker en la World Wrestling Federation- antes de derrotar con facilidad a RG en su primer combate. Tras ello Monster Bono, quien estaba marcado por una personalidad simple e infantil, entró al servicio del stable heel Takada Monster Army bajo el control de su madre, compitiendo contra varios otros luchadores en una racha de victorias.
Sin embargo, debido a los malos tratos de Yinling, y queriendo conocer a su padre, Monster Bono se rebeló contra ella y abandonó el Monster Army, cambiando su nombre a Bono-chan y aliándose con A-chan y Yoshie-chan para formar un stable face de estilo sumo. Poco después, Yinling se enfrentó a Bono para hacerle regresar al Monster Army, pero el resultado del combate fue una victoria para Bono-chan y la (kayfabe) muerte de Yinling. En venganza a ello, Toshiaki Kawada y Mr. Kawada (su padre) programaron un combate entre ellos y Bono y su padre, The Great Muta, en Hustlemania 2008. Durante el evento, Bono y Muta salieron victoriososo, pero fueron atacados por el heel The Esperanza; entonces, Muta se sacrificó para (kayfabe) llevarse consigo al inframundo a Esperanza. Sin sus padres, Bono-chan cambió su nombre a Bono-kun como muestra de madurez y se unió al HUSTLE Army, realizando un promo basado en el de Barack Obama, con la frase "Yes, We HUSTLE". Más tarde, en HUSTLE Aid, antes del combate que tenía estipulado con Genichiro Tenryu contra Arma & Geddon, Bono tuvo un extraño sueño y se convirtió en The Great Bono de nuevo. The Great Bono derrotó a sus oponentes con contundencia y anunció que dejaba HUSTLE para encontrar a su padre. Esta sería la última aparición de Akebono en la empresa.

### Dragon Gate (2008-2009)
El 21 de septiembre de 2008, Akebono apareció en la Battle Royal del evento de Dragon Gate Storm Gate 2008, que fue ganada por Akira Tozawa. Akebono haría algunas apariciones más, derrotando a Stalker Ichikawa, Don Fujii, Masaaki Mochizuki y otros luchadores. Akebono, Fujii y Mochizuki formaron ese mes el equipo Chou Zetsurins para enfrentarse a WORLD-1 (BxB Hulk, Masato Yoshino & PAC) por el Open The Triangle Gate Championship, pero fueron derrotados. Sin embargo, Akebono y su grupo consiguieron el título contra ellos un mes más tarde. Chou Zetsurins retendrían el título hasta mayo de 2010, cuando fueron derrotados por Deep Drunkers (Kzy, Takuya Sugawara & Yasushi Kanda).

### Pro Wrestling ZERO1 (2009-2011)
En marzo de 2009, Akebono apareció en Pro Wrestling ZERO1 derrotando a Kohei Sato. Más tarde, Akebono fue introducido en el stable Sword Army, dirigido por Masato Tanaka, pero por poco tiempo. También participó en el Fire Festival 2009 derrotando a varios otros luchadores, pero no consiguió ganar. Tras ello formó un irregular equipo con Shinjiro Otani llamado KAZAN, el cual que ganó el torneo Furinkazan al vencer a Masaaki Mochizuki & Masato Tanaka, así como los Campeonatos en Parejas contra Ikuto Hidaka & Munenori Sawa.
A finales de junio de 2011, Akebono hizo equipo con el debutante ex-kickboxer Yuichiro Nagashima para derrotar a Daichi Hashimoto & Shinjiro Otani.

### Retorno a All Japan Pro Wrestling (2009-2015)

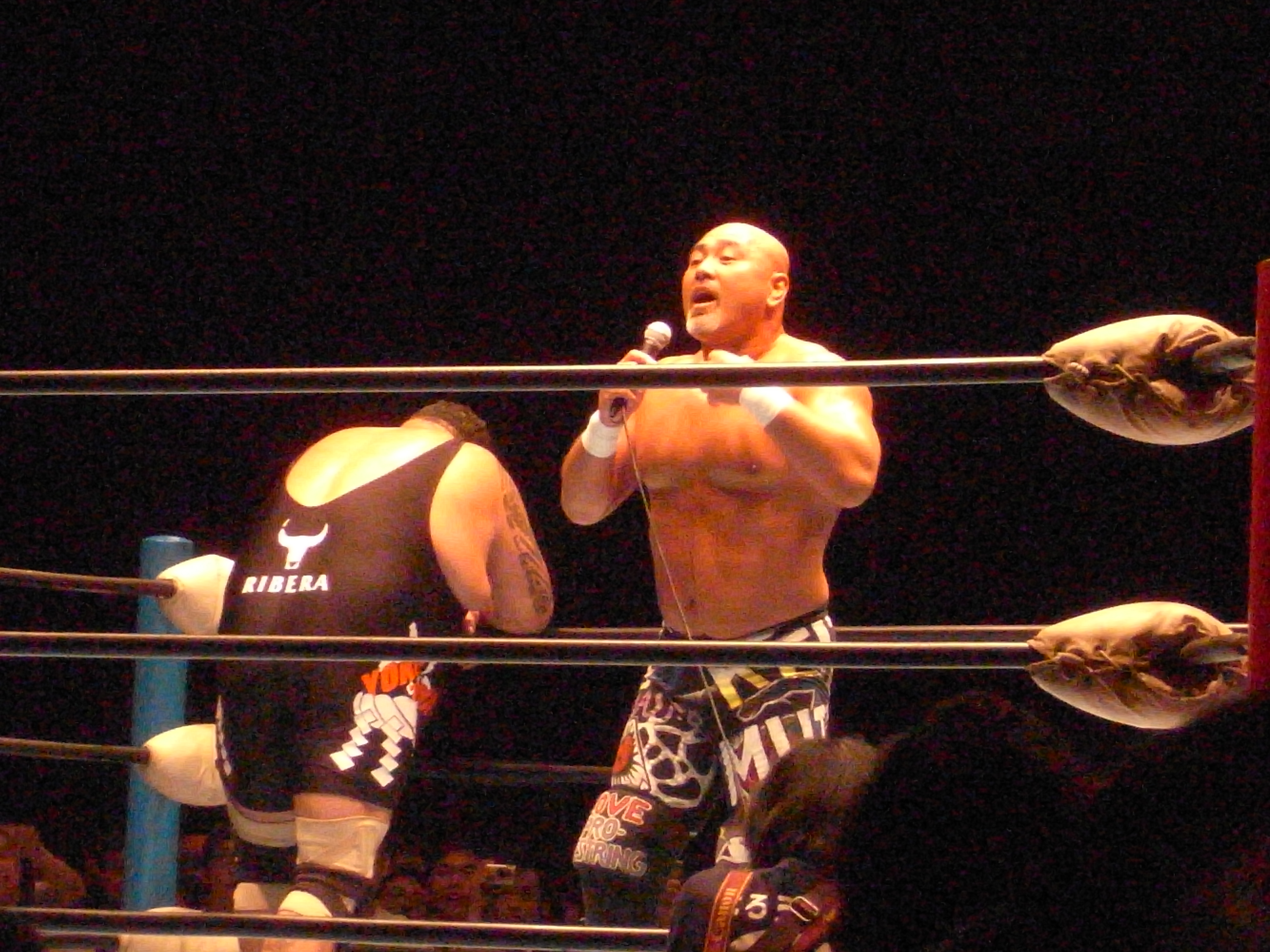
Akebono junto a su mentor en AJPW, Keiji Muto.

Akebono volvió a AJPW, aliándose con Ryota Hama para formar el equipo Super Megaton Ohzumo Powers. Un tiempo después, el dúo consiguió los Campeonatos en Parejas contra GURENTAI (Minoru Suzuki & NOSAWA Rongai). SMOP defendería el título en varias ocasiones, antes de perderlos cinco meses después contra Voodoo Murders (TARU & Big Daddy Voodoo), con quienes mantenían un feudo. Tras ello, Akebono rompió su alianza con Hama, convirtiéndose en el enforcer del grupo Partisan Forces (Minoru Suzuki, Masakatsu Funaki & Taiyo Kea) para continuar su feudo con Voodoo Murders.
En junio de 2011, Partisan Forces se disgregó con la idea de Suzuki, por lo que Akebono reformó su equipo con Ryota Hama. Después de tener una infructuosa oportunidad ante KENSO & The Great Muta por el vacante AJPW World Tag Team Championship, Akebono y Hama entraron en un corto feudo con Big Daddy & MAZADA, a los que derrotaron en varias ocasiones, y además compitieron en la Real World Tag League 2011, recibiendo dos oportunidades más por el All Asia Tag Team Championship contra Strong BJ (Daisuke Sekimoto & Yuji Okabayashi), pero sin conseguir la victoria. En el terreno en solitario, Akebono tomó parte en el Champion Carnival 2012, donde especialmente exitoso, pero fue eliminado por Suwama. Finalmente, a mediados de 2012, Hama y él derrotaron a Strong BJ para ganar sus títulos.
Después de que Muto se fuera de la empresa en 2013 para formar Wrestle-1, Akebono se quedó en AJPW pero terminó yéndose en 2015 debido a la baja de los contratos de AJPW de tiempo completo a tiempo parcial.

## En lucha

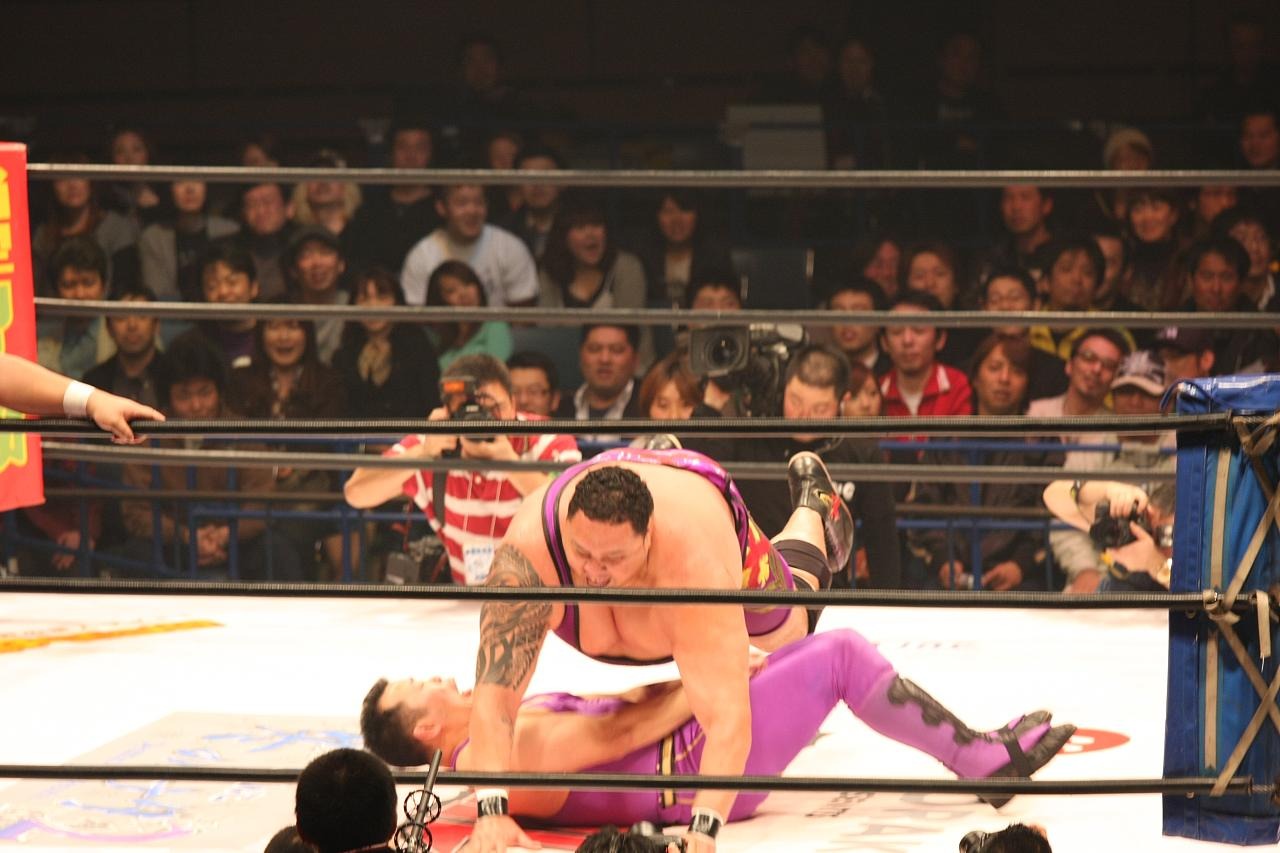
Akebono realizando un "Bono-chan Press" sobre Commander An Jo.

- Movimientos finales
  - Magnitude 64[1][2] (Falling hip toss a un oponente cargando)
  - Yokozuna Drop[19] / Japanese Drop[2] / Bono-kun Flip[20] / Bono-chan Flip[21] (Samoan drop, a veces desde una posición elevada)
  - Yokozuna Press[19] / Super Press[19] / Bono-kun Press[20] / Bono-chan Press[21] (Big splash, a veces desde una posición elevada)
  - Yokozuna Impact[22] (Jumping sitout belly to back piledriver) - 2012-presente
  - Muso[23] (High-angle waist lifting side slam) - 2012-presente; en tributo a Takeshi Rikio
  - Banzai Drop[24] (Corner slingshot seated senton) - 2006-2007; en tributo a Rodney "Yokozuna" Anoa'i
  - Chokeslam[2]

- Movimientos de firma
  - Makai Otoshi[21] (Delayed brainbuster)
  - Bono Bomber[25] (Spinning side slam)
  - Bono Lock[26] (Cross-legged double pumpandle Boston crab) - 2007; parodiado de Milano Collection A.T.
  - Flashing Elbow[12] (Running discus elbow drop con burlas) - 2009; adoptado de The Great Muta
  - Poison Mist[12] (Asian mist) - 2009; adoptado de The Great Muta
  - Baseball slide[27]
  - Bearhug[27]
  - Belly to back suplex
  - Corner body avalanche[27]
  - Full body block[27]
  - Hip toss[27]
  - Leg drop[27]
  - Múltiples hip attacks a un oponente arrinconado
  - Neckbreaker slam[25]
  - Open-handed chop
  - Rear naked choke[27]
  - Running elbow drop[2]
  - Running lariat[2]
  - Scoop slam[27]
  - Shoulder block[27]
  - Side belly to belly suplex[28]
  - Vertical suplex, a veces desde una posición elevada

- Mánagers
  - Keiji Muto
  - Yinling

## Campeonatos y logros

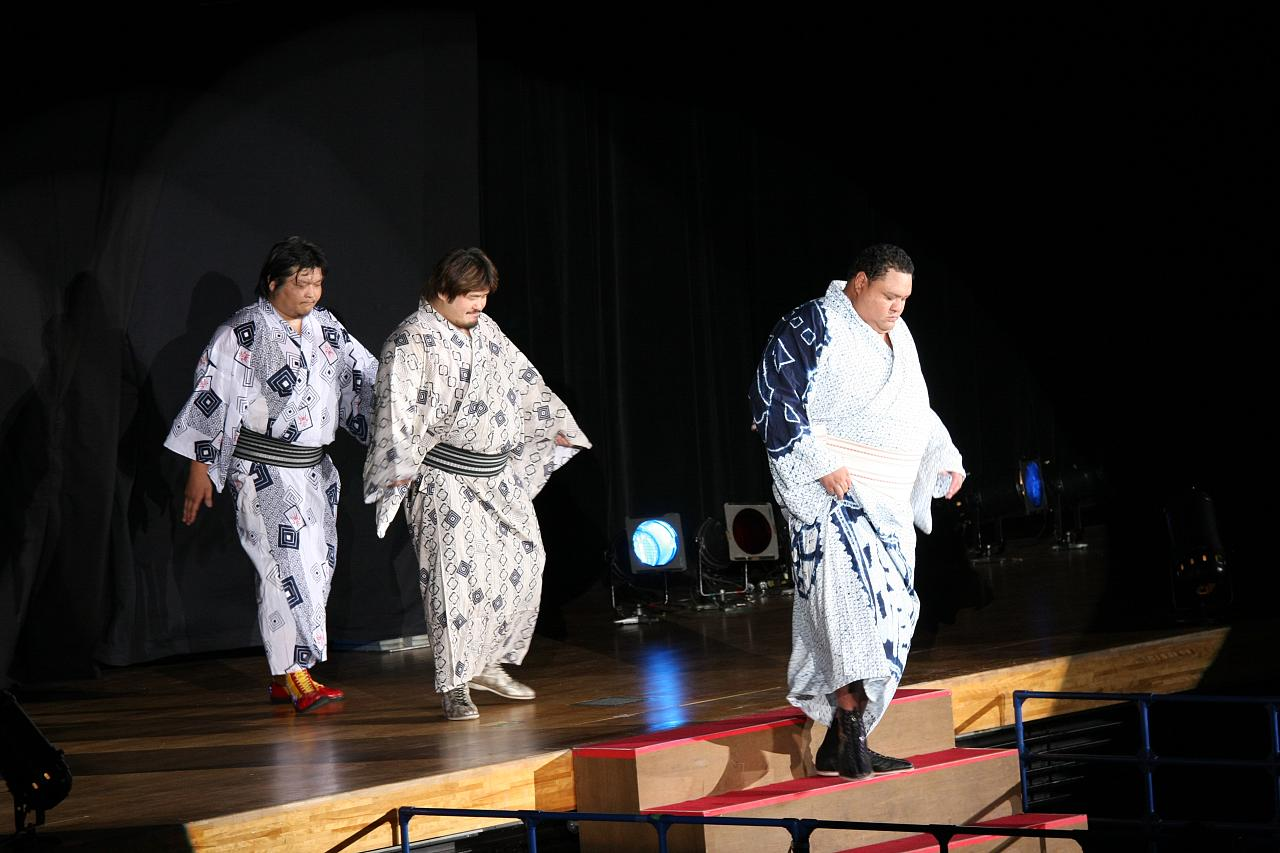
De izquierda a derecha: Nobutaka Araya, Yutaka Yoshie y Akebono.

### Lucha libre profesional
- All Japan Pro Wrestling
  - AJPW Triple Crown Heavyweight Championship (2 veces)
  - AJPW Unified World Tag Team Championship (1 vez) - con Taiyo Kea
  - AJPW All Asia Tag Team Championship (2 veces) - con Ryota Hama
  - Ōdō Tournament (2013)
  - January 2nd Korakuen Hall Heavyweight Battle Royal (2010)[29]

- Dragon Gate
  - Dragon Gate Open the Triangle Gate Championship (1 vez) - con Masaaki Mochizuki & Don Fujii

- Dramatic Dream Team
  - KO-D 6-Man Tag Team Championship (1 vez) - con Sanshiro Takagi & Toru Owashi

- Pro Wrestling ZERO1
  - ZERO1 World Heavyweight Championship (1 vez, actual)
  - NWA World Premium Heavyweight Championship (1 vez, actual)
  - NWA Intercontinental Tag Team Championship (2 veces) - con Shinjiro Otani (1) y Daisuke Sekimoto (1, actual)
  - SNIPE Cup (2010)
  - Furinkazan (2009) - con Shinjiro Otani

- Pro Wrestling Illustrated
  - Situado en el Nº115 en los PWI 500 de 2006[30]
  - Situado en el Nº265 en los PWI 500 de 2010[31]
  - Situado en el Nº265 en los PWI 500 de 2011

- Tokyo Sports Grand Prix
  - Principiante del año (2005)[32]
  - Equipo del año (2005) - con Keiji Muto[32]
  - Equipo del año (2009) - con Ryota Hama[32]

### Sumo
- Black Belt Magazine
  - Competidor del año (1993)

## Registros

### Sumo
| Año (Honbasho) | Hatsu Basho (enero) (ciudad de Tokio) | Haru Basho (marzo) (ciudad de Osaka) | Natsu Basho (mayo) (ciudad de Tokio) | Nagoya Basho (julio) (ciudad de Nagoya) | Aki Basho (septiembre) (ciudad de Tokio) | Kyushu Basho (noviembre) (ciudad de Fukuoka) | Victorias / Derrotas / Ausencias |
| 1988           | ─                                     | Maezumo Hatsu Dohyō 0 - 0            | Jonokuchi 19 Este 6 - 1              | Jonidan 97 Este 5 - 2                   | Jonidan 52 Este 5 - 2                    | Jonidan 15 Oeste 6 - 1                       | 22 - 6                           |
| 1989           | Sandanme 60 Este 5 - 2                | Sandanme 33 Este 6 - 1               | Makushita 55 Oeste 6 - 1             | Makushita 28 Este 5 - 2                 | Makushita 14 Oeste 5 - 2                 | Makushita 5 Este 5 - 2                       | 32 - 10                          |
| 1990           | Makushita 2 Este 4 - 3                | Jūryō 12 Oeste 8 - 7                 | Jūryō 10 Oeste 11 - 4                | Jūryō 3 Este 11 - 4                     | Maegashira 14 Este 9 - 6                 | Maegashira 7 Oeste 9 - 6                     | 52 - 30                          |
| 1991           | Maegashira 1 Oeste 8 - 7              | Komusubi 1 Este 8 - 7                | Sekiwake 1 Oeste 7 - 8               | Maegashira 1 Este 8 - 7                 | Komusubi 1 Oeste 7 - 8                   | Maegashira 1 Oeste 8 - 7                     | 46 - 44                          |
| 1992           | Komusubi 1 Oeste 13 - 2               | Sekiwake 1 Este 8 - 7                | Sekiwake 1 Oeste 13 - 2              | Ōzeki 1 Este 0 - 0 - 15                 | Ōzeki 2 Este 9 - 6                       | Ōzeki 1 Oeste 14 - 1                         | 57 - 18 - 15                     |
| 1993           | Ōzeki 1 Este 13 - 2                   | Yokozuna 1 Este 10 - 5               | Yokozuna 1 Este 13 - 2               | Yokozuna 1 Este 13 - 2                  | Yokozuna 1 Este 14 - 1                   | Yokozuna 1 Este 13 - 2                       | 76 - 14                          |
| 1994           | Yokozuna 1 Este 11 - 4                | Yokozuna 1 Este 13 - 2               | Yokozuna 1 Este 10 - 2 - 3           | Yokozuna 1 Este 0 - 0 - 15              | Yokozuna 1 Este 0 - 0 - 15               | Yokozuna 1 Este 10 - 5                       | 43 - 14 - 33                     |
| 1995           | Yokozuna 1 Oeste 12 - 3               | Yokozuna 1 Oeste 14 - 1              | Yokozuna 1 Este 13 - 2               | Yokozuna 1 Oeste 11 - 4                 | Yokozuna 1 Oeste 12 - 3                  | Yokozuna 1 Oeste 7 - 3 - 5                   | 69 - 16 - 5                      |
| 1996           | Yokozuna 1 Oeste 0 - 3 - 12           | Yokozuna 1 Oeste 0 - 0 - 15          | Yokozuna 1 Oeste 10 - 5              | Yokozuna 1 Oeste 12 - 3                 | Yokozuna 1 Oeste 10 - 5                  | Yokozuna 1 Oeste 11 - 4                      | 43 - 20 - 27                     |
| 1997           | Yokozuna 1 Este 12 - 3                | Yokozuna 1 Oeste 12 - 3              | Yokozuna 1 Oeste 13 - 2              | Yokozuna 1 Oeste 12 - 3                 | Yokozuna 1 Oeste 9 - 6                   | Yokozuna 1 Oeste 0 - 0 - 15                  | 58 - 17 - 15                     |
| 1998           | Yokozuna 1 Oeste 10 - 5               | Yokozuna 1 Este 13 - 2               | Yokozuna 1 Este 10 - 5               | Yokozuna 1 Este 11 - 4                  | Yokozuna 1 Oeste 10 - 5                  | Yokozuna 2 Este 0 - 0 - 15                   | 54 - 21 - 15                     |
| 1999           | Yokozuna 2 Este 0 - 0 - 15            | Yokozuna 2 Este 0 - 0 - 15           | Yokozuna 2 Este 11 - 4               | Yokozuna 1 Este 13 - 2                  | Yokozuna 1 Este 2 - 2 - 11               | Yokozuna 2 Este 0 - 0 - 15                   | 26 - 8 - 56                      |
| 2000           | Yokozuna 2 Oeste 11 - 4               | Yokozuna 1 Oeste 12 - 3              | Yokozuna 1 Este 13 - 2               | Yokozuna 1 Este 13 - 2                  | Yokozuna 1 Este 13 - 2                   | Yokozuna 1 Oeste 14 - 1                      | 76 - 14                          |
| 2001           | Yokozuna 1 Este 0 - 0 - 15            | ─                                    | ─                                    | ─                                       | ─                                        | ─                                            | 0 - 0 - 15                       |

### Kickboxing
| Resultado | Record | Oponente       | Método             | Evento                                      | Fecha                    | Ronda     | Tiempo | Localización              |
| --------- | ------ | -------------- | ------------------ | ------------------------------------------- | ------------------------ | --------- | ------ | ------------------------- |
| Derrota   | 1-9    | Bob Sapp       | KO                 | Rizin Fighting Federation 2                 | 31 de diciembre de 2015  | 2         | 0:49   | Saitama, Japón            |
| Derrota   | 1-8    | Choi Hong-man  | KO                 | K-1 World Grand Prix 2006                   | 30 de julio de 2006      | 2         | 0:57   | Sapporo, Japón            |
| Derrota   | 1-7    | Choi Hong-man  | TKO                | K-1 World Grand Prix 2005                   | 29 de julio de 2005      | 1         | 2:52   | Hawái                     |
| Derrota   | 1-6    | Choi Hong-man  | TKO                | K-1 World Grand Prix 2005                   | 19 de marzo de 2005      | 1         | 0:24   | Seúl, Corea del Sur       |
| Victoria  | 1-5    | Nobuaki Kakuda | Decisión (unánime) | K-1 World Grand Prix 2005                   | 19 de marzo de 2005      | 3         | 2:13   | Seúl, Corea del Sur       |
| Derrota   | 0-5    | Remy Bonjasky  | KO (patada alta)   | K-1 World Grand Prix 2004 Final Elimination | 25 de septiembre de 2004 | 3         | 0:33   | Tokio, Japón              |
| Derrota   | 0-4    | Rick Roufus    | Decisión (unánime) | K-1 World Grand Prix 2004 II                | 7 de agosto de 2004      | 3         | 3:00   | Las Vegas, Estados Unidos |
| Derrota   | 0-3    | Zhang Qing Jun | Decisión (unánime) | K-1 World Grand Prix 2004                   | 17 de julio de 2004      | 3 y extra | 3:00   | Seúl, Corea del Sur       |
| Derrota   | 0-2    | Mushashi       | Decisión (unánime) | K-1 World Grand Prix 2004                   | 27 de marzo de 2004      | 3         | 3:00   | Saitama, Japón            |
| Derrota   | 0-1    | Bob Sapp       | KO (puñetazo)      | K-1 Premium 2003 Dynamite!!                 | 31 de diciembre de 2003  | 1         | 2:55   | Nagoya, Japón             |

### Artes marciales mixtas
| Resultado | Record | Oponente     | Método                      | Evento                      | Fecha                   | Ronda | Tiempo | Localización |
| --------- | ------ | ------------ | --------------------------- | --------------------------- | ----------------------- | ----- | ------ | ------------ |
| Derrota   | 0-4    | Giant Silva  | Sumisión (Kimura lock)      | K-1 Premium 2006 Dynamite!! | 31 de diciembre de 2006 | 1     | 1:02   | Osaka, Japón |
| Derrota   | 0-3    | Don Frye     | Sumisión (guillotine choke) | Hero's 5                    | 3 de mayo de 2006       | 2     | 3:50   | Tokio, Japón |
| Derrota   | 0-2    | Bobby Ologun | Decisión (mayoría)          | K-1 Premium 2005 Dynamite!! | 31 de diciembre de 2005 | 3     | 5:00   | Osaka, Japón |
| Derrota   | 0-1    | Royce Gracie | Sumisión (omoplata)         | K-1 Premium 2004 Dynamite!! | 31 de diciembre de 2004 | 1     | 2:13   | Osaka, Japón |